# Tyburn

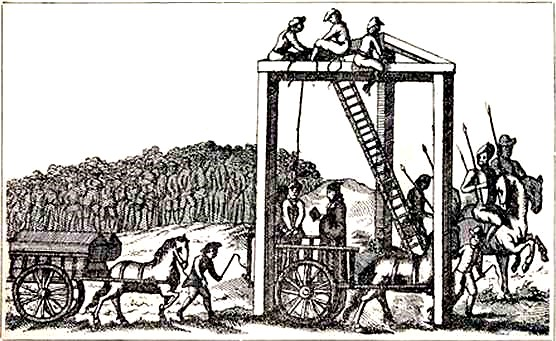
Ilustração do cadafalso de Tyburn, conhecido como "A árvore de Tyburn".

Tyburn era um vilarejo no condado de Middlesex, próximo à localização do Marble Arch da atual Londres. Seu nome vem de um tributário do rio Tâmisa, que hoje é completamente coberto desde sua nascente até seu desembocar no Tâmisa. Durante muitos séculos, seu nome foi sinônimo de pena capital, tendo sido o principal local de execução dos criminosos de Londres, além de traidores e mártires religiosos. Sua notoriedade ficou ainda maior depois da construção em 1571 de um grande cadafalso, conhecido como "A árvore de Tyburn".